# Torgu
Torgu es un municipio estonio perteneciente al condado de Saare.
A 1 de enero de 2016 tiene 339 habitantes en una superficie de 126,44 km².
Comprende 22 pequeñas localidades rurales: Hänga, Iide, Jämaja, Kaavi, Kargi, Karuste, Kaunispe, Laadla, Lindmetsa, Lõupõllu, Läbara, Lülle, Maantee, Mõisaküla, Mõntu, Mäebe, Mässa, Ohessaare, Soodevahe, Sääre, Tammuna y Türju.
Se ubica en la península de Sõrve de la isla de Saaremaa.